# Musculus hyoglossus
De musculus hyoglossus of tongbeen-tongspier is een uitwendige tongspier.
Hij ontspringt als een dunne vierzijdige plaat van de grote tongbeenhoorn (van het os hyoides) en komt langs de musculus genioglossus aan in de tongrand.
Bij een gefixeerd tongbeen trekt de musculus hyoglossus de tong naar achteren.
De musculus hyoglossus wordt geïnnerveerd door de twaalfde hersenzenuw, de nervus hypoglossus.